# Okręg wyborczy North West Durham
Okręg wyborczy North West Durham powstał w 1885 r. i wysyła do brytyjskiej Izby Gmin jednego deputowanego. Okręg obejmuje północno-zachodnią część hrabstwa Durham. Okręg został zniesiony w 1918 r., ale przywrócono go w 1950 r.

## Deputowani do brytyjskiej Izby Gmin z okręgu North West Durham

### Deputowani w latach 1885–1918
- 1885–1914: Llewellyn Atherley-Jones
- 1914–1918: Aneurin Williams, Partia Liberalna

### Deputowani po 1950 r.
- 1950–1955: James Dixon Murray, Partia Pracy
- 1955–1964: William Ainsley, Partia Pracy
- 1964–1987: Ernest Armstrong, Partia Pracy
- 1987– : Hilary Armstrong